# Kiewer Osterei

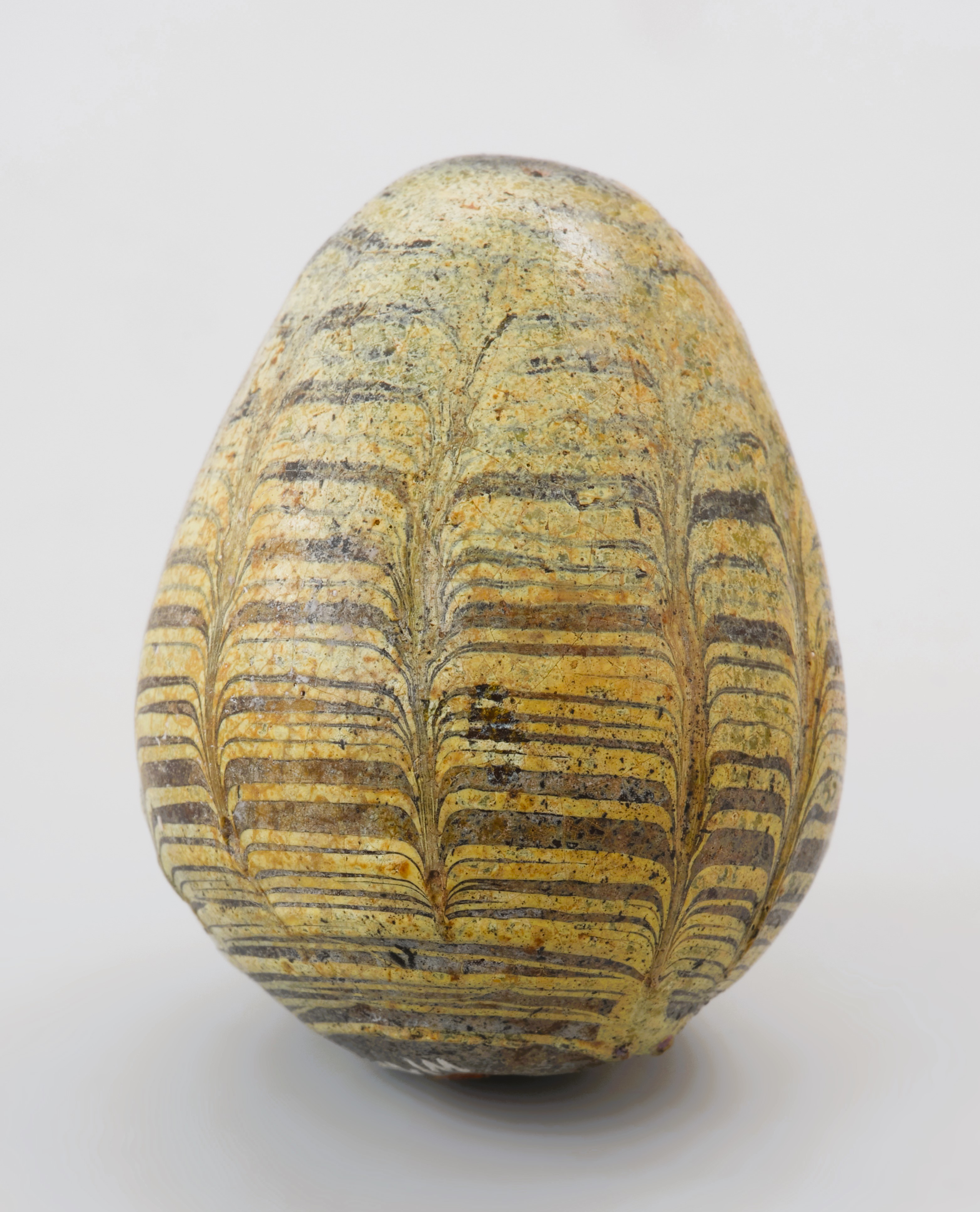
Kiewer Osterei von Cedynia in der polnischen Woiwodschaft Westpommern

Kiewer Ostereier (Auferstehungseier) sind glasierte Toneier mit mehrfarbiger Glasur, die hohl sind und Klapperkugeln enthalten. Das Vorkommen der Eier geht in der Rus vom Ende des 10. bis in die erste Hälfte des 12. Jahrhunderts. Das Ornament bestand aus farbigen Spiralen auf glasierter Unterfläche, die man vor dem Brand mehrfach durchstrich. So entstanden je nachdem, ob man die Striche in gleicher Richtung oder gegenläufig zog, Bogen- oder Federmuster. Es wurden auch einfache Spiralen oder unregelmäßige Linienmuster gefunden.
Der hohe von Byzanz vermittelte technologische Entwicklungsstand hat zu der Vermutung geführt, dass die Eier ursprünglich in Kiew und im Gebiet der Kiewer Rus entwickelt worden sind.
Bereits im 9. Jahrhundert sind im Großmährischen Reich unglasierte Toneier festzustellen. Die Funddichte in den Siedlungsschichten des 10. und 11. Jahrhunderts ist im Umkreis von Nowgorod auffallend hoch, danach kommen die südlichen Gebiete der Kiewer Rus. Im Westen kommen sie bis nach Großpolen, vereinzelt sogar bis Brandenburg. Im Ostseeraum findet man sie nur an wenigen bedeutenden Orten, wie auf Gotland, in Sigtuna, Lund, Haithabu und Schleswig/Sliasvik. Sie belegen nicht nur kaufmännische Fernverbindungen, sondern bezeugen auch wegen ihres ideellen Wertes in der ostkirchlichen Sakralsymbolik den Einfluss der byzantinischen Kirche bei den skandinavischen Osteuropafahrern. Das Milieu, in dem sie gefunden werden, deutet darauf hin, dass sie als wertvolle Prestigeobjekte galten. Sie wurden besonders mit der Auferstehung in Verbindung gebracht, weshalb sie auch Auferstehungseier genannt werden.
Die Eier wurden nicht nur in Siedlungsschichten, sondern auch in Gräbern gefunden. Sie entsprechen auch den normalen Hühnereiern, die im ostkirchlichen Brauchtum neben anderen Gaben auf den Gräbern als Zeichen der Auferstehung mit Christus deponiert werden. Im slawischen Brauchtum heißen sie Pisanki.